# کمیته ملی المپیک قزاقستان
کمیته ملی المپیک قزاقستان (قزاقی: Қазақстан Республикасы Ұлттық Олимпиадалық комитеті) یک سازمان ورزشی است که نماینده کشور قزاقستان در کمیته بین‌المللی المپیک می‌باشد.
این سازمان که در سال ۱۹۹۰ تأسیس شده مسئول آماده‌سازی و اعزام ورزشکاران به بازی‌های المپیک، بازی‌های المپیک جوانان و بازی‌های آسیایی است.